# روابط ارمنستان و برزیل
روابط بین ارمنستان و برزیل ده‌ها سال است که وجود داشته است. جامعه ارمنی در برزیل دومین جامعه بزرگ در آمریکای لاتین (پس از آرژانتین) است که در مجموع حدود ۱۰۰۰۰۰ عضو دارد. ارمنستان در برازیلیا و برزیل در ایروان سفارت دارد.

## تاریخچه
اولین ارمنی‌ها در اواخر دهه ۱۸۰۰ وارد برزیل شدند. بزرگ‌ترین موج مهاجرت به برزیل در دهه ۱۹۲۰ رخ داد که چندین هزار ارمنی (عمدتاً از لبنان و سوریه) به برزیل آمدند که بسیاری از آنها از نسل‌کشی ارمنی‌ها که توسط امپراتوری عثمانی انجام شد جان سالم به در بردند. بیشتر ارمنی‌ها در منطقه سائوپائولو ساکن شدند. در ۲۶ دسامبر ۱۹۹۱، ارمنستان پس از فروپاشی اتحاد جماهیر شوروی، استقلال خود را بازیابی کرد.
در دسامبر ۱۹۹۱، وزیر امور خارجه ارمنستان، رفی هوانیسیان از برزیل بازدید کرد تا راه را برای برقراری روابط دیپلماتیک بین دو کشور هموار کند. در ۱۷ فوریه ۱۹۹۲، ارمنستان و برزیل رسما روابط دیپلماتیک برقرار کردند. در ژوئن ۱۹۹۲، لوون تر پتروسیان، رئیس‌جمهور ارمنستان، یک سفر رسمی به برزیل داشت. در سال ۱۹۹۸، ارمنستان یک کنسولگری کل در سائوپائولو افتتاح کرد. در سال ۲۰۰۶، برزیل سفارت خود را در ایروان افتتاح کرد. در سال ۲۰۱۱، ارمنستان سفارت خود را در برازیلیا افتتاح کرد و پس از آن کنسولگری ارمنستان در سائوپائولو به یک کنسولگری افتخاری تبدیل شد.

### به رسمیت شناختن نسل‌کشی ارمنی‌ها
در سال ۲۰۱۵، سنای فدرال برزیل نسل‌کشی ارمنی‌ها را به رسمیت شناخت.

## روابط دوجانبه
روابط سیاسی بین ارمنستان و برزیل در سال‌های اخیر تقویت شده است. هر دو کشور به دنبال تقویت همکاری‌های بین‌المللی و دیپلماتیک هستند. برزیل به عنوان یکی از کشورهای بزرگ آمریکای لاتین، نقش مهمی در سازمان‌های بین‌المللی ایفا می‌کند و ارمنستان نیز به دنبال تقویت روابط خود با کشورهای غیرغربی است. این روابط به ویژه در زمینه‌های فرهنگی و اقتصادی نیز گسترش یافته است. ارمنستان و برزیل از زمان برقراری روابط دیپلماتیک بین هر دو کشور در سال ۱۹۹۲ چند توافقنامه دوجانبه مانند موافقت نامه همکاری فرهنگی (۲۰۰۲) و موافقت نامه برای ایجاد سفر بدون روادید با توجه به دارندگان گذرنامه دیپلماتیک و خدمات (۲۰۰۲) امضا کرده‌اند. در سال ۱۹۸۵، شهر سائوپائولو یک ایستگاه مترو را به نام ارمنستان نامگذاری کرد. در سال ۲۰۰۳، میدانی در مرکز شهر ایروان، پایتخت ارمنستان، به نام برزیل نامگذاری شد.
۸ آوریل، رئیس کمیته دائمی روابط خارجی مجلس ملی، سارگیس خندانیان، نماینده مجلس ملی، در ۷ آوریل با سفیر برزیل در ارمنستان با فابیو واز پیتالوگاون دیدار کرد. سرگیس خندانیان فعالیت گروه‌های دوستی در تعمیق روابط بین المجالی را مورد تأکید قرار داد و گفت: دو کشور روابط گرم و دوستانه دارند. خندانیان با اشاره به همکاری‌های دوجانبه تأکید کرد که ارمنستان علاقه‌مند به توسعه همکاری‌ها با برزیل در بسیاری از زمینه‌ها است. طرفین بیان کردند که جامعه برزیلی-ارمنی نقش ویژه ای در روابط دو کشور دارد. اشاره شد که جامعه سهم قابل توجهی در زندگی عمومی برزیل دارد.
سرگیس خندانیان با اشاره به مسائل و چالش‌های امنیتی در منطقه اظهار داشت: ارمنستان علاقمند به تقویت امنیت و ثبات در قفقاز جنوبی است. با این حال، در حال حاضر سطح امنیت در منطقه ناپایدار است. آذربایجان بیش از ۳ ماه است که کریدور لاچین را که تنها راه ارتباطی قره باغ کوهستانی به ارمنستان و جهان خارج است را مسدود کرده است که در نتیجه ارمنی‌ها قره باغ کوهستانی در آستانه یک فاجعه انسانی قرار گرفته‌اند و آذربایجان تصمیم دیوان بین‌المللی دادگستری در خصوص رفع انسداد کریدور لاچین را اجرا نمی‌کند. نقش شرکای بین‌المللی در حل مشکل مورد تأکید قرار گرفته است.

## تجارت
روابط اقتصادی بین ارمنستان و برزیل هنوز در مراحل ابتدایی قرار دارد. با این حال، دو کشور به دنبال افزایش تبادل کالا و خدمات هستند. برزیل به عنوان یک بازار بزرگ برای محصولات کشاورزی و صنعتی ارمنستان می‌تواند فرصت‌های جدیدی را فراهم کند. همچنین، ارمنستان می‌تواند به عنوان یک پل ارتباطی برای برزیل به بازارهای آسیای مرکزی و خاورمیانه عمل کند.

## نمایندگی‌های دیپلماتیک مقیم
ارمنستان در برازیلیا سفارت دارد. برزیل در ایروان سفارت دارد.

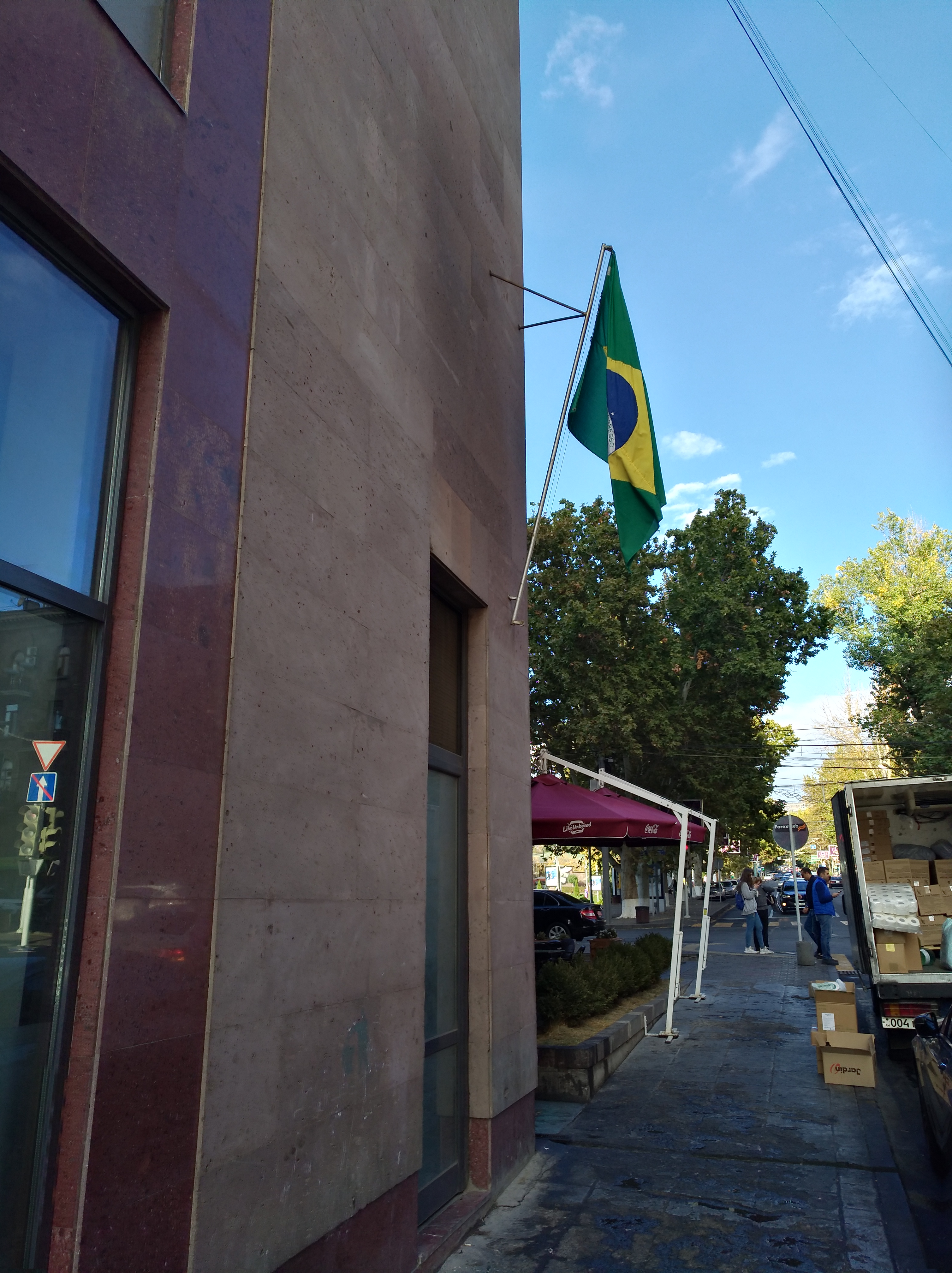
سفارت برزیل در ایروان